# Martin Selber

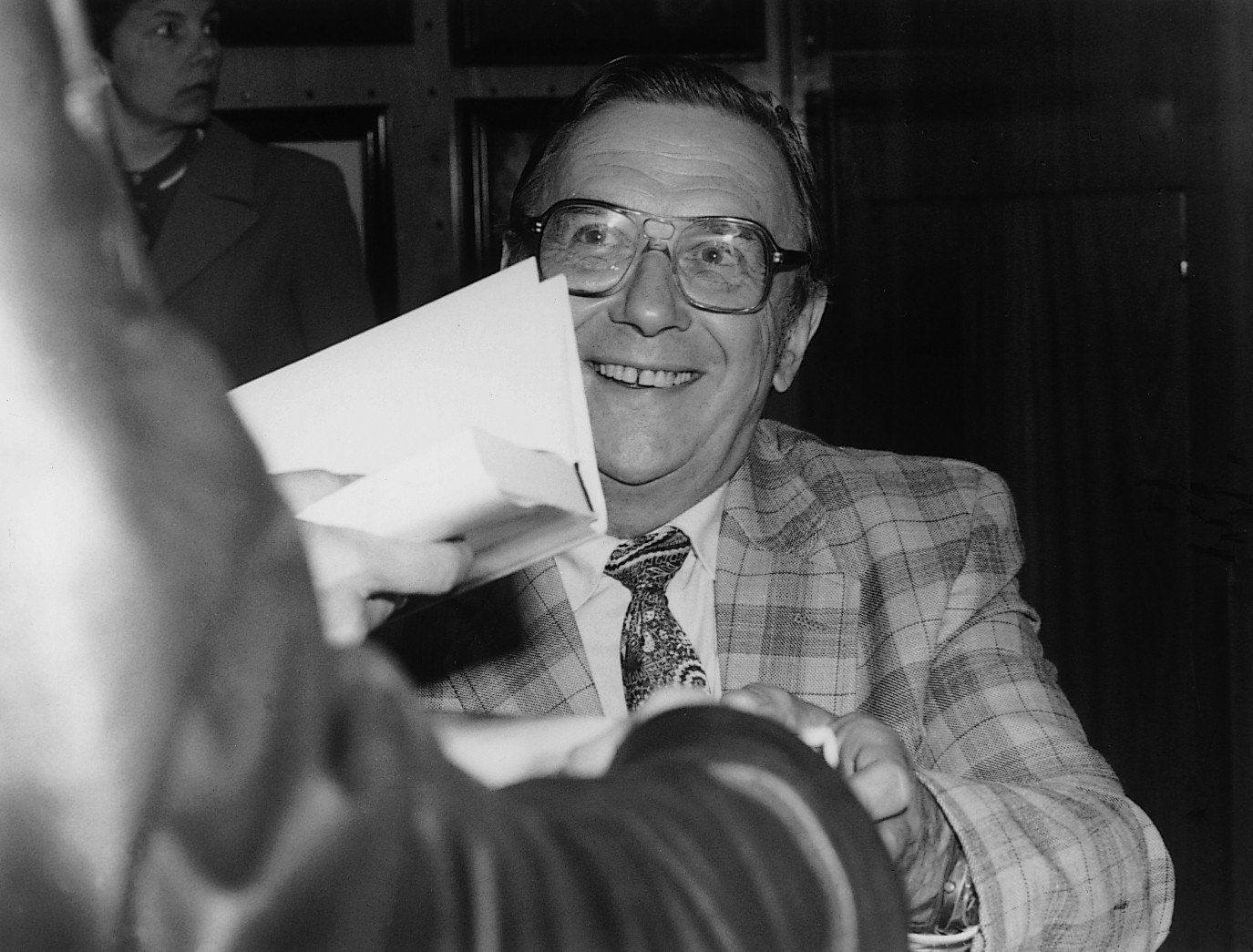
Martin Selber

Martin Selber (eigentlich: Martin Merbt; * 27. Februar 1924 in Dresden; † 3. März 2006 in Domersleben) war ein deutscher Schriftsteller.

## Leben
Martin Selber wuchs seit 1928 in Berlin auf und besuchte dort die Volksschule und dann die Kant-Oberschule, die er mit der Mittleren Reife 1940 verließ. Als Sohn eines Angestellten erlernte Selber zunächst den Beruf eines Buchhalters und wurde Stadtinspektor. 1942 wurde er zur Wehrmacht eingezogen und war als Nachrichtensoldat in Polen, Frankreich, an der Ostfront und als Sanitäter in Breslau. Nach dem Fall der Festung 1945 kam er in sowjetische Kriegsgefangenschaft in den Donbass.
Nach der Entlassung Ende 1945 ließ er sich in Domersleben bei Magdeburg nieder und wurde zunächst Landarbeiter, dann Angestellter und schließlich Sekretär der regionalen Bauernhilfe. Außerdem wurde er Schauspielschüler und betätigte sich als Musiker.
Ab 1953 lebte er als freier Schriftsteller in der DDR. Seit 1956 war er Mitglied des Schriftstellerverbandes und betreute Zirkel schreibender Arbeiter. Von 1971 bis 1988 war er im Bezirk Magdeburg Vorsitzender des Schriftstellerverbandes. Nach 1989 schrieb er humoristische Geschichten in Magdeburger Mundart und im ostfälischen Bördeplatt für die regionale Presse und den Schwejk-Roman Die Abenteuer des braven Bürgers Drente.
Selber veröffentlichte über 50 Romane, Erzählungen und Fachbücher in einer Gesamtauflage von 3,5 Millionen Exemplaren. Seine Werke wurden in mehrere Sprachen übersetzt, u. a. ins Finnische, Ungarische und Dänische. Schon vor der Wende dienten seine bei Rowohlt veröffentlichten Jugendbücher Geheimkurier A und Faustrecht in Niedersachsen und Schleswig-Holstein als Schulliteratur. Bei Funkamateuren und Elektrobastlern sind seine kurz nach dem Zweiten Weltkrieg entstandenen Sachbücher – wie z. B. Mit Spulen, Draht und Morsetaste – geschätzt.
Martin Selber gilt als Heimatschriftsteller, obwohl er besonders zu Beginn seiner schriftstellerischen Tätigkeit viele historische Abenteuerromane verfasste, die in aller Welt spielten. Sein Roman … und das Eis bleibt stumm ist die erste literarische Darstellung der Franklin-Expedition (1845).
Mit der regionalen Bindung vieler späterer Werke zeigte Selber, wie überregionale Ereignisse ihren Niederschlag in kleinsten Dörfern finden, welche dann als Spiegel der europäischen Geschichte dienen können.
Sein Roman Gnostika, der die menschliche Seite der Enteignung der Bauern auf dem Lande zeigt, ohne die Entwicklung der Landwirtschaft in der DDR selbst in Frage zu stellen, ist sein Alterswerk, ein Bildungsroman und ein Lebensresümee. Die Druckgenehmigungspraxis verhinderte das Erscheinen des Romans zu DDR-Zeiten.
Wie viele seiner Kollegen stand auch Martin Selber unter permanenter Beobachtung des Ministeriums für Staatssicherheit. Seine BStU-Akte umfasst über 4.500 Seiten.
Das Dorf Domersleben in der Magdeburger Börde ernannte ihn zu seinem Ehrenbürger. 2010 wurde eine Straße in Domersleben, jetzt Ortsteil der Stadt Wanzleben-Börde, in „Martin-Selber-Straße“ umbenannt. 2013 gab sich die Domersleber Grundschule den Namen „Grundschule Martin Selber“.

## Werke (Auswahl)
- Das Werk. Laienspiel, Mitteldeutscher Verlag Halle, 1949
- Mit Spulen, Draht und Morsetaste. Jugendbuch, Der Kinderbuchverlag Berlin, 1953.
- ... und das Eis bleibt stumm. Roman, Verlag Das Neue Berlin, 1955; Rowohlt, Reinbek bei Hamburg 1977; Mitteldeutscher Verlag Halle-Leipzig, 1979 (eine Überarbeitung des Romans von 1955); ARENA Würzburg 1984; Übersetzungen: ungarisch 1964, dänisch 1980, norwegisch 1982.
- Das Trommelmädchen. Schauspiel, Hofmeister Verlag Leipzig 1955, Uraufführung: Theater der jungen Welt Leipzig 1959.
- Die Knechtschronik. Novellen, Verlag Das Neue Berlin, 1965.
- Mit Radio, Röhren und Lautsprecher. Jugendbuch, Der Kinderbuchverlag Berlin, 1956.
- Käpt’n Hartwig. Kinderbuch, Der Kinderbuchverlag Berlin, 1956.
- Deine Augen, liebes Kind. Roman, Verlag Das Neue Berlin, 1957.
- Gold im Bärengrund. Kindererzählung, Der Kinderbuchverlag Berlin, 1957.
- Eldorado. Andere Titel: Auf der Goldspur. Im Tal des Bogotá. Roman, Verlag Das Neue Berlin, Gelbe Reihe 1958; Rowohlt Hamburg, 1980; Der Kinderbuchverlag Berlin, 1983.
- Vier Räder und ein Zelt. Jugenderzählung, Der Kinderbuchverlag Berlin, 1958.
- Der karibische Feuerofen. Roman, Verlag Das Neue Berlin, 1959, Hörspielbearbeitung.
- Mit Logbuch, Call und Funkstation. Jugendbuch, Der Kinderbuchverlag Berlin, 1959.
- Sommergewitter. Roman, Verlag Das Neue Berlin, 1961.
- Krieg unter Palmen. Afrikaroman, Verlag Das Neue Berlin, 1962; Militärverlag Berlin, 1984.
- Kalli fährt zum großen Treff. Jugenderzählung, Der Kinderbuchverlag Berlin, 1965.
- Wo der Sand die Spuren deckt. Roman, Verlag Das Neue Berlin, 1964.
- Der Sozius mit der braunen Jacke. Kriminalerzählung, Verlag Das Neue Berlin, 1966 (= Blaulicht, Heft 69).
- Schiffbruch vor Feuerland. Abenteuer-Erzählung, Verlag Das Neue Berlin, 1966; Dramatisierung 1967.
- Die Grashütte. Jugenderzählung, Der Kinderbuchverlag Berlin, 1967; als „Geheimkurier A“, Rowohlt, Reinbek bei Hamburg 1976, ISBN 3-499-20123-2.
- Die Falle des Konsuls Sann. Abenteuer-Erzählung, Verlag Das Neue Berlin, 1967.
- Die Sklavenhändler. Jugenderzählung, Gebrüder-Knabe Verlag Weimar, 1968; Rowohlt, Reinbek bei Hamburg 1977; Übersetzung dänisch 1978.
- Atlantisches Rätsel. Phantastische Erzählung, Verlag Neues Leben Berlin, 1969.
- DX-Pedition Geyser-Riff. Abenteuer-Erzählung, Verlag Das Neue Berlin, 1969.
- Er kam mit dem Herbstwind. Erzählung, Mitteldeutscher Verlag Halle, 1970; dramatisiert für das Fernsehen.
- Das Klippergespenst. Kinderbuch, Gebrüder-Knabe Verlag Weimar, 1970; Rowohlt, Reinbek bei Hamburg 1972; Übersetzung ins Niederländische 1980.
- Ein Schiff fährt nach Rangoon. Jugendbuch, Gebrüder-Knabe-Verlag Weimar, 1971; Rowohlt, Reinbek bei Hamburg 1972; Postreiter-Verlag Halle, 1986; Übersetzung: Bulgarisch 1976.
- Die Flucht ins Tal der Schwalben. Jugenderzählung, Knabe Verlag Weimar, 1972.
- Faustrecht. Die abenteuerliche Jugend des Timm Riedbure. Jugendbuch. Knabe Verlag Weimar, 1973; Rowohlt, Reinbek bei Hamburg 1975; Postreiter-Verlag Halle, 1985; ISBN 3-499-20093-7.
- Auch alte Uhren messen neue Zeit. Roman, Mitteldeutscher Verlag Halle, 1974.
- Hendrik Witbooi. Jugenderzählung, Knabe Verlag Weimar, 1974; Rowohlt, Reinbek bei Hamburg 1976; Übersetzung: dänisch 1982.
- Verflucht, Sarmiento!. Roman, Militärverlag Berlin, 1976.
- König Lustick und sein Bauer. Roman, Mitteldeutscher Verlag Halle, 1976.
- Timm, der Landfahrer. Knabe Verlag Weimar, 1976; Als: Gefangen auf der Dumburg. Rowohlt Hamburg, 1980; Postreiter-Verlag Halle, 1985.
- Salz und Brot und gute Laune. Erzählung, Militärverlag Berlin, 1977; Fernsehen der DDR, 1979.
- Unter Robbenfängern und Weltumseglern. Jugendroman, Knabe Verlag Weimar, 1978; Rowohlt, Reinbek bei Hamburg 1978.
- Die Geschichte der Clarissa S., Roman, Mitteldeutscher Verlag Halle, 1980.
- Mien Dorpspaijel. Plattdeutsche Mundartgeschichten, Wanzleben, 1981.
- Hanna und Elisabeth. Erzählung, Der Kinderbuchverlag Berlin, 1982; Übersetzung: dänisch 1984.
- Heimkehr in fremde Betten. Roman, Mitteldeutscher Verlag Halle, 1986.
- Ich bin ein kleiner König. Kinder- und Jugendbuch, Der Kinderbuchverlag Berlin, 1986; Rowohlt, Reinbek bei Hamburg 1988.
- Ick bin Mieneken Musekeddel. Plattdeutsche Mundartgeschichten, Zentralhaus-Verlag Leipzig, 1988.
- Die Moorjäger. Historischer Roman, Militärverlag Berlin, 1989.
- Sprung über den Gartenzaun. Roman, Mitteldeutscher Verlag Halle, 1989.
- Ick un mien Bartchen. Plattdeutsche Mundartgeschichten, Dr. Ziethen Verlag Oschersleben.
- Justel vorrtellt. Plattdeutsche Mundartgeschichten, Dr. Ziethen Verlag Oschersleben.
- Stadtbilder aus Wanzleben. Texte zu einem Bildband, Stadtbildverlag Leipzig, 1994.
- Schaulstunne bi Kanter Bosse. Schulgeschichten aus der Magdeburger Börde im ostfälischem Platt, Dr. Ziethen Verlag Oschersleben, 1994, ISBN 3-932090-17-9.
- Neulich sah ich. Texte zu einem Fotoband, Börde-Museum Ummendorf, 1995.
- Die Abenteuer des braven Bürgers Drente. Roman. Dr. Ziethen Verlag Oschersleben, 1996. ISBN 3-932090-02-0
- Ooch'n Machteburjer. Dr. Ziethen Verlag Oschersleben, 2001 ISBN 3-935358-17-2
- Dat bist Du, mien Bördeland: Lehrreiches und Unterhaltsames zur Bördegeschichte, 1999 ISBN 3-932090-60-8
- Gnostika oder Haus am See. Roman, 1989. Erstauflage BoD Norderstedt, 2014 ISBN 978-3-7347-3402-1

Beiträge in Anthologien, Zeitschriften und Zeitungen, Mitwirkung an Ensembleprogrammen und Festspielen, Karnevalsbeiträge für das Zentralhaus für Kulturarbeit der DDR, Leipzig. Kurzbeiträge für Mundartsendungen des Mitteldeutschen Rundfunks MDR I.
Drei Manuskripte liegen noch vor:
- Ich hab so gern gelacht. Autobiographie Kindheit und Jugend.
- Breslau! Ein Tagebuch. Die letzten Tage und der Fall der Festung Breslau. Autobiographisches Tagebuch, 1998.
- Ham wa da jelacht. Gewitztes und Gereimtes.